# La Cage (série télévisée)
Pour les articles homonymes, voir La Cage.
La Cage est une série télévisée française diffusée depuis novembre 2024 sur Netflix.

## Synopsis
Un jeune combattant de MMA, aspirant à devenir professionnel, lutte pour attirer l'attention. Mais un combat inattendu le propulse soudainement sous les projecteurs, le menant à affronter un adversaire redoutable.

## Distribution
- Melvin Boomer : Taylor « The Outsider » Keita
- Franck Gastambide : Boss
- Edwige Ahonto : Elena
- Antoine Simony : Niko
- Yanisse Kebbab: Bilal
- Bosh : Ibrahim Ibara
- Alka Matewa : Ahmad
- Jammeh Diangana : Justin
- Camille de Sablet: Isabelle
- Ragnar Le Breton : Présentateur

La série accueille également un certain nombre de personnalités du MMA francophone et mondial, interprétant leur propre rôle : 
- Ciryl Gane
- Georges Saint-Pierre
- Jon Jones
- Abdoul Abdouraguimov
- Abdel « The Blade » Medjedoub
- Anissa Meksen
- Taylor Lapilus
- Morgan Charrière

## Production

### Tournage
Le tournage de la saison 1 démarre début juin 2023 à Paris et s'achève le 29 septembre 2023.

## Épisodes
Les épisodes ont été écrits par Sylvain Caron, Nicolas Laquerrière, Elsa Vasseur et Alain Moreau. Ils ont été réalisés par Franck Gastambide et David Krespine.

### Saison 1
| № | Titre     | Première diffusion |
| --- | --------- | ------------------ |
| 1 | Episode 1 | 8 novembre 2024    |
| Un jeune combattant de MMA amateur, prêt à renoncer à ses rêves, attire l'attention lorsqu'un professionnel en colère rejoint son club.                                                                 |           |                    |
| 2 | Episode 2 | 8 novembre 2024    |
| Alors que Taylor s'entraîne au Canada, la pression pour convaincre Ibrahim d'accepter le combat s'intensifie. Taylor se retrouve face à une demande complexe de la part de sa mère et de son compagnon. |           |                    |
| 3 | Episode 3 | 8 novembre 2024    |
| Désespéré par le besoin d'argent, Taylor s'inscrit à un tournoi de KSW en Pologne, où il affrontera des adversaires bien plus redoutables, au péril de sa carrière.                                     |           |                    |
| 4 | Episode 4 | 8 novembre 2024    |
| Malgré les signaux d'alerte qu'il préfère ignorer, Taylor se prépare pour un match retour contre un Ibrahim en pleine forme, tandis que Niko tire parti de la célébrité de son ami.                     |           |                    |
| 5 | Episode 5 | 8 novembre 2024    |
| Dans sa quête désespérée pour venger Boss, Taylor se rend au Mexique pour s'entraîner, mais peine à retrouver sa place dans la cage, jusqu'à l'intervention inattendue d'une légende du MMA…            |           |                    |

### Saison 2
En novembre 2024, quinze jours après la diffusion de la saison 1, Netflix annonce que La Cage aura une saison 2.

## Accueil critique
La série a reçu un bon accueil de la part de la critique, avec une note moyenne de 6,4/10 pour 400 notes sur ImDB.
Marine Pérot du site Les Numériques n'accorde à la série qu'une petite étoile sur les cinq possibles, expliquant que "la prouesse de la série [...] ne dépasse pas la grille de la cage. D’un point de vue narratif, toute l’intrigue sent le réchauffé et ne sert que de prétexte à cocher les cases d'une histoire typique du genre : un jeune combattant outsider qui ne sait rien faire d’autre que se battre, un antagoniste rageur, un coach récalcitrant, une situation familiale compliquée… Les personnages sont ainsi très stéréotypés et les dialogues ne volent pas bien haut."
La critique de Les Inrocks par Arnaud Hallet sur la série a conclu en ces termes : "Rien ne viendra sauver ce naufrage labellisé ChatGPT, dont le seul tour de force est d’avoir produit un objet aussi lisse et anémique à partir du matériau pourtant prodigieusement rugueux qu’est le MMA."